# Karl Herxheimer

Portret Karla Herxheimera (1911)

Karl Herxheimer (ur. 26 czerwca 1861 w Wiesbaden, zm. 6 grudnia 1942 w KL Theresienstadt) – niemiecki lekarz dermatolog pochodzenia żydowskiego. Jego nazwisko upamiętnia eponimiczna nazwa reakcji Jarischa-Herxheimera.
Studiował na Uniwersytecie Juliusza i Maksymiliana w Würzburgu, w 1885 roku otrzymał tytuł doktora medycyny. Następnie praktykował we Frankfurcie wspólnie z bratem, Salomonem Herxheimerem (1841–1899). Był współzałożycielem Uniwersytetu we Frankfurcie i pierwszym dyrektorem tamtejszej uniwersyteckiej kliniki dermatologicznej. W 1902 roku jako pierwszy opisał  zanikowe zapalenie skóry, znane również jako choroba Herxheimera.
W 1942 roku wraz ze swoją partnerką życiową Henriette Rosenthal został przetransportowany do getta Theresienstadt, gdzie zginął 6 grudnia tegoż roku. Rosenthal zginęła dwa tygodnie później.

## Wybrane prace
- Ueber Lues cerebri: Inaugural-Dissertation, Würzburg: Thein, 1885
- Zusammen mit Hugo Müller: Ueber die Deutung der sogenannten Epidermisspiralen, Frankfurt a.M. 1896
- Zusammen mit Karl Altmann: Die Behandlung der Krankheiten der behaarten Kopfhaut, Halle: Marhold, 1912 (= Sammlung zwangloser Abhandlungen aus dem Gebiete der Dermatologie, der Syphilidologie und der Krankheiten des Urogenitalapparates, 1.5)
- Zusammen mit Wilhelm Born: Über die Teerbehandlung von Hautkrankheiten, Halle: Marhold, 1921 (= Sammlung zwangloser Abhandlungen…, Neue Folge, Heft 4)
- Zusammen mit Edmund Hofmann: Die Hautkrankheiten, Leitfaden für Studierende und Ärzte, Berlin: Karger, 1929, 2. erw. u. verb. Aufl. Berlin: Karger, 1933